# AIDAbella
Die AIDAbella ist ein Kreuzfahrtschiff von Carnival Corporation & plc, das für die auf den deutschen Markt ausgerichteten Konzernmarke AIDA Cruises eingesetzt wird. Betrieben wird das Schiff unter italienischer Flagge durch Costa Crociere in Genua.
Die AIDAbella war zum Zeitpunkt ihrer Indienststellung das fünfte Schiff der AIDA-Flotte und ist bis auf geringfügige Unterschiede baugleich mit ihren sieben Schwesterschiffen der Sphinx-Klasse, vor allem mit den ein Jahr zuvor bzw. nach ihr in Dienst genommenen Neubauten AIDAdiva und AIDAluna.

## Geschichte

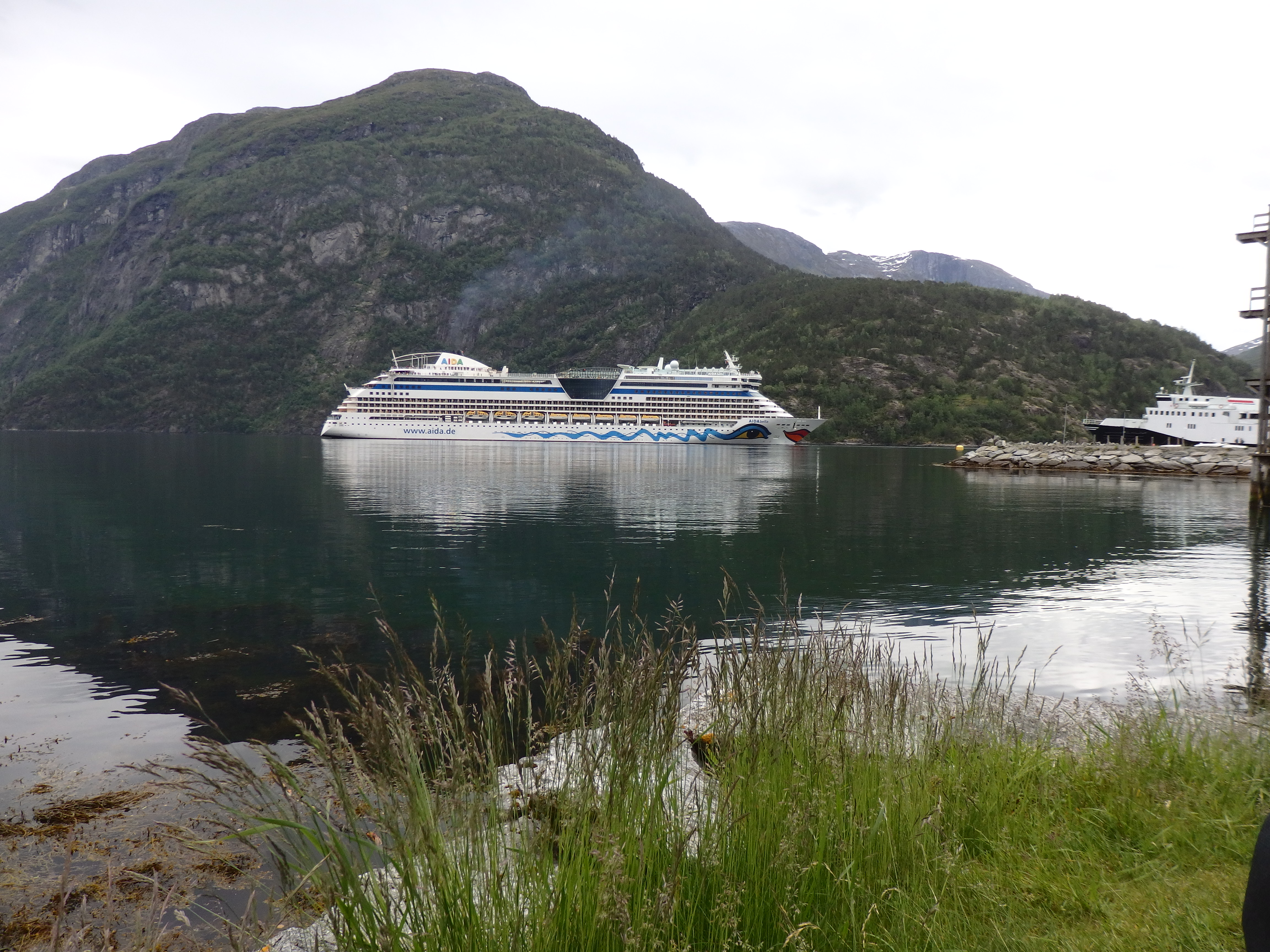
Die AIDAbella im Hafen von Hellesylt

Die AIDAbella wurde wie ihre Schwesterschiffe von der Meyer Werft in Papenburg gebaut. Sie war der zweite für Costa Crociere fertiggestellte Neubau und eine Erweiterung des im Oktober 2004 mit der Werft abgeschlossenen Vertrages. Ihre Projektbezeichnung lautete daher AIDA SPHINX III. Als SPHINX II wurde die nach dem ursprünglichen Auftrag erst im Jahr 2009 in Betrieb gesetzte AIDAluna gezählt. Die Kiellegung fand am 10. März 2007 statt. Am 27./28. März 2008 erfolgte die Überführung des Schiffes über die Ems von Papenburg nach Emden. Hierfür war die Ems mittels des Emssperrwerks für rund 12 Stunden aufgestaut worden. Am 27. März gegen 18:30 legte das Schiff in Papenburg ab und passierte am 28. März gegen 3:00 das Emssperrwerk.
Am 14. April 2008 lieferte die Werft das 69.200 BRZ große Clubschiff in Emden an die Reederei AIDA Cruises (Rostock) ab. Das deutsche Fotomodell Eva Padberg war am 23. April 2008 die Patin bei der Taufzeremonie auf der Warnow in Warnemünde. Am 24. April startete die Jungfernfahrt von Warnemünde und führte in sieben Tagen über Bergen, Oslo, Göteborg und Kopenhagen zurück nach Warnemünde.
Für eine Aktion im Herbst 2010 wurde die AIDAbella ins Guinness-Buch der Rekorde aufgenommen: Vermerkt wurde sie als Kreuzfahrtschiff, das am längsten einen Wasserski-Fahrer hinter sich herziehen konnte. Der Fernsehreporter Jan Schwiderek hielt sich in der Bucht von Alicante bei einer Geschwindigkeit von 14 Knoten sechs Minuten und 25 Sekunden auf den Skiern.
Im Dezember 2022 kollidierte das Schiff mit einer Kaimauer in Hamburg und wurde dabei beschädigt.
Am 19. Februar 2024 gab AIDA Cruises unter dem Projektnamen „AIDA Evolution“ ein Flottenerneuerungsprogramm für Schiffe der Sphinx-Klasse bekannt. Hierzu wird sich AIDAbella für größere Umbauten vom 21. Januar 2026 bis zum 11. März 2026 in die Werft in Marseille begeben.

## Technische Daten und Ausstattung

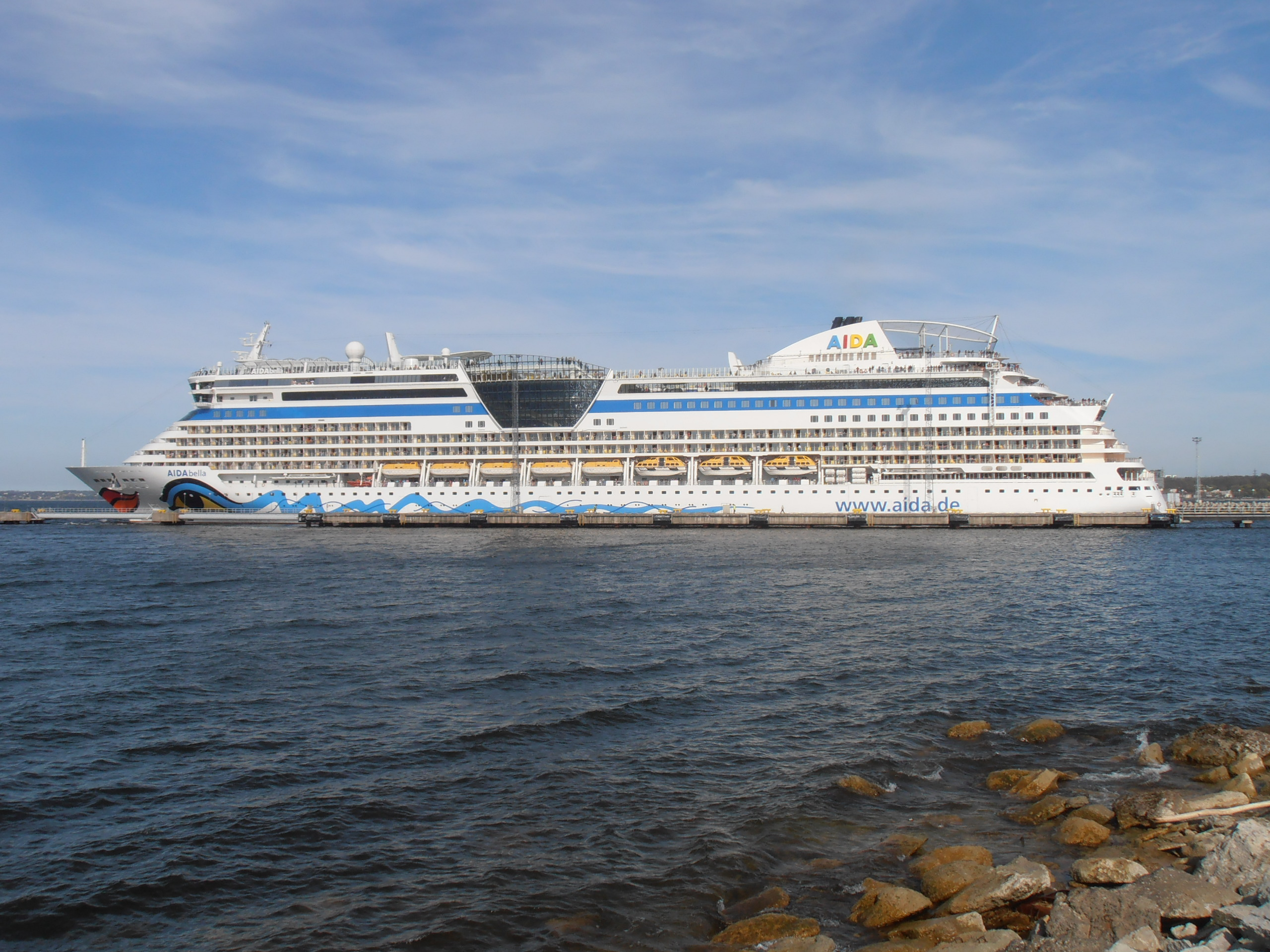
Das Schiff 2013 im Hafen von Tallinn

Das Schiff wird dieselelektrisch angetrieben. Die vier Hauptmotoren von Caterpillar MaK (Typ: 9M43C) leisten je 9.000 kW. Die beiden Fahrmotoren von Siemens (Typ: 1DM5650-8DS06-Z) verfügen über eine Gesamtleistung von 25.000 kW. Die Fahrmotoren wirken auf zwei Festpropeller. Beim Ruder handelt es sich um ein „full balanced twisted rudder“.
Das Schiff verfügt über mehrere Querstrahlsteueranlagen, zwei mit einer Leistung von jeweils 2.300 kW im Bug und zwei mit einer Leistung von jeweils 1.500 kW im Heck.
An Bord befinden sich 1.025 Passagierkabinen. Für die Passagiere stehen u. a. sieben Restaurants mit einer Gesamtfläche von 3.985 m², elf Bars sowie „Body & Soul“-Bereiche mit einer Fläche von 2.300 m² und insgesamt 6.400 m² Sonnendecks zur Verfügung.